# Río Osiotr
El río Osiotr (en ruso: Осётр) es un río afluente por la orilla derecha del río Oká, de la cuenca hidrográfica del Volga.

## Geografía
Su curso tiene una longitud de 228 km y drena una cuenca de 3.480 km². El Osiotr se congela de noviembre a la primera quincena de abril generalmente.
El Osiotr nace en el norte del óblast de Tula, no muy lejos de Yasnogorsk y fluye sinuoso por un paisaje agrícola hacia el este. Al noreste de Venjov el río alcanza la esquina inferior del óblast de Moscú. 
Tras atravesar Serebrianye Prudy, alcanza unos kilómetros después la frontera con el óblast de Riazán. Aquí cambia su dirección al norte, marcando la frontera entre los dos óblast, hasta que 10 km al sur de Zaraisk entra completamente en el óblast de Moscú. El río llega a Zaraisk pasando a su oeste. Discurre por el sudeste del óblast en dirección norte hasta que confluye con el Oká a unos 14 km por encima de Kolomna.
La ciudad de Zaraisk está a orillas de este río.

## Galería

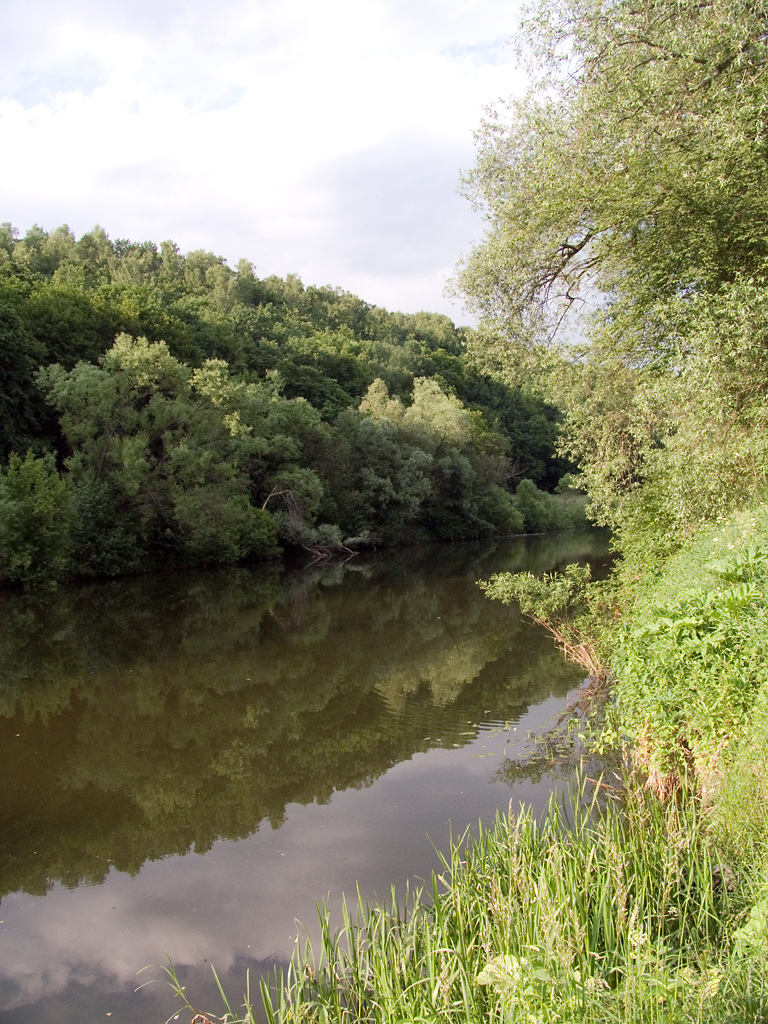
Vista del río.
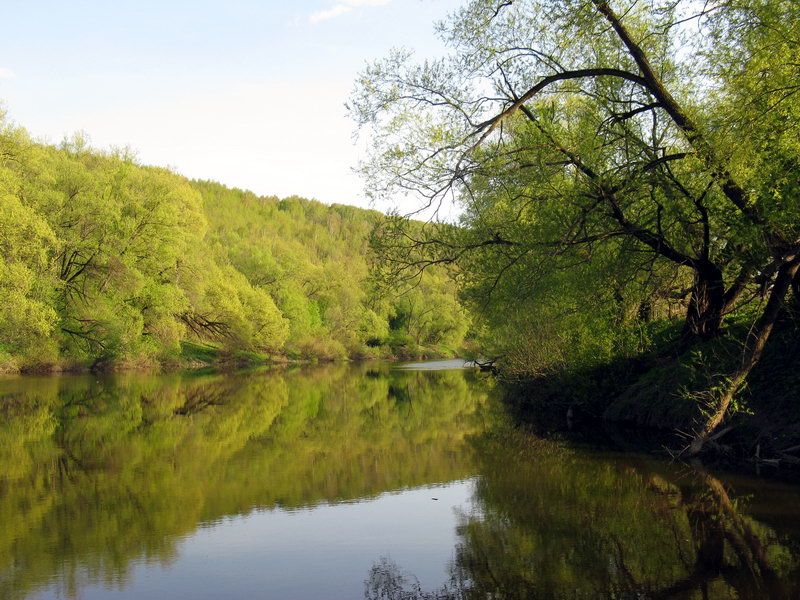
Otra vista del río.